# Teatr Dramatyczny im. Stojana Byczwarowa
Teatr Dramatyczny im. Stojana Byczwarowa (bułg. Драматичен театър „Стоян Бъчваров“) – bułgarski teatr w Warnie. Działa od roku 1921.